# Litli-Leppir
Litli-Leppir är ett berg i republiken Island. Det ligger i regionen Suðurland, 130 km öster om huvudstaden Reykjavík. Toppen på Litli-Leppir är 903 meter över havet.
Trakten runt Litli-Leppir är nära nog obefolkad, med mindre än två invånare per kvadratkilometer. Det finns inga samhällen i närheten. Trakten runt Litli-Leppir består i huvudsak av gräsmarker.